# Bidden (vogel)

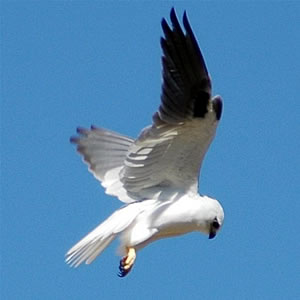
Australische grijze wouw biddend
Een biddende roofvogel heeft een afwijkende vleugelslag en kijkt naar beneden.

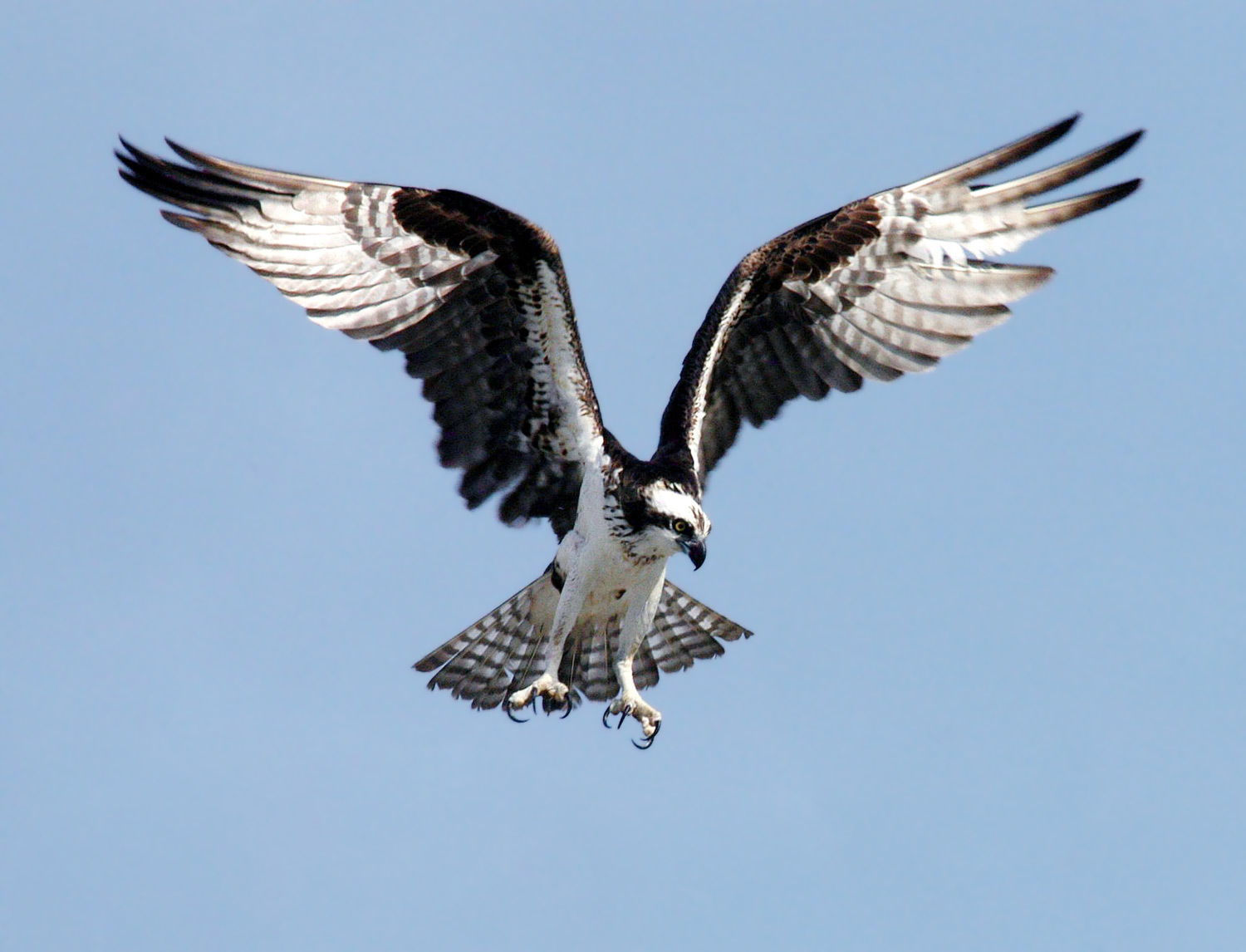
Visarend biddend

Bidden is het op dezelfde plaats in de lucht blijven hangen door snellere vleugelslagen te maken. Alleen vleesetende vogels zoals roofvogels of uilen  bidden, kolibries bijvoorbeeld niet. De vogel slaat met de vleugels even hard tegen een zwakke wind in als de wind waait. Tegelijkertijd wordt ook de staart gespreid.
Vogels kunnen op die manier met onbeweeglijk gehouden kop naar beneden speuren. Deze vorm van slagvlucht kost wel veel energie. Dit bidden wordt door die roofvogels gedaan, die geen kant-en-klare uitkijkposten tot hun beschikking hebben. Daarom maken ze als het ware zelf een 'mobiele uitkijkpost'. Vogels die bidden, hebben zonder uitzondering een uitstekend gezichtsvermogen.
Bekende "bidders" zijn soorten uit de families valken, sperwers (niet alle soorten), sternen en kerkuilen. Enkele bekende vogelsoorten die bidden zijn:
- Buizerd
- Torenvalk
- Visdief
- Noordse stern
- Kerkuil
- IJsvogel